# 申江服务导报
《申江服务导报》是由上海报业集团主办的于1998年1月1日创刊的综合性周报，曾为全国十大城市周报之一。 2018年11月28日，该报休刊，转型成线下文化创意复合实体店“申活馆”。